# Geum chiloense
Espèce
Geum chiloense, la benoîte du Chili ou benoite du Chili, est une espèce de plantes à fleurs de la famille des Rosaceae.